# Детерминизъм на средата
Детерминизъм на околната среда (или екологичен детерминизъм / климатичен детерминизъм / географски детерминизъм) е изучаването на това как околната среда оформя човешките общества и предразполага техния успех. Пример за това е теорията, че планинските региони са затворени и отдалечени, което изолира обществата, живеещи там, от външния свят и развитието.